# Legion Arena
Legion Arena è un videogioco di strategia tattica di ruolo in tempo reale sviluppato dalla Slitherine Software e pubblicato dalla Freeverse Software per i sistemi Macintosh e dalla Strategy First per quelli Windows. Il gioco possiede anche un'espansione chiamata Cult of Mithras, che incorpora elementi mitici e soprannaturali.

## Modalità di gioco
Esistono 3 campagne nel gioco, più 2 aggiuntive nell'espansione:
- Tutorial dei Latini
- Campagna Romana
- Campagna Celtica
- Campagna Romana di Mitra
- Campagna Celtica di Mitra

Prima di ogni battaglia, è possibile acquistare nuove unità, potenziarle, curarle, rinominarle, congedarle, cambiarne il colore o dotarle di un migliore equipaggiamento. È possibile reclutare un massimo di 32 unità, e inserire un massimo di 20 squadroni in ogni battaglia (tuttavia, alcune missioni hanno un limite massimo predefinito minore di 20). Inoltre, mentre si dispone gli squadroni prima della battaglia vera e propria, è possibile premere un pulsante che posiziona tutti gli squadroni automaticamente in un solo clic. Sempre nella fase di formazione è possibile creare dei waypoints cliccando sull'unità e poi, tenendo premuto il tasto SHIFT, cliccare su un punto della mappa. L'operazione è ripetibile per tutti gli squadroni, fino a 5 per unità, e si possono spostare (anche in gruppi creati con clic mentre il tasto SHIFT è premuto) o anche cancellare tramite il tasto CANC.
Due sono le valute disponibili nel gioco. Con il denaro, la valuta base, è possibile acquistare nuove unità o equipaggiamenti migliori, mentre la Fama, la valuta avanzata, consente di curare completamente gli squadroni, o acquistare unità prestigiose, e rappresenta anche il punteggio finale per la campagna.
Ogni volta che uno squadrone aumenta di livello, viene promossa con un miglioramento. Tali miglioramenti migliorano i movimenti, i punti ordine del generale, la rigenerazione dei punti ordine, la velocità e la potenza d'attacco, la difesa nel corpo a corpo, contro i proiettili o contro la cavalleria, la corazza, la schivata, il morale e altri parametri.
La parte più particolare del gioco rispetto al resto del mondo videoludico sono i punti comando del generale (Legato per i Romani). La barra bianca nella parte sinistra dello schermo, durante la battaglia, rappresentano tali punti. All'interno della barra bianca è presente una barretta rossa, che rappresenta il limite minimo perché un ordine possa venire impartito.

## Accoglienza
| Testata                            | Giudizio |
| ---------------------------------- | -------- |
| GameRankings (media al 31-08-2020) | 68,23%   |
| Metacritic (media al 30-01-2020)   | 66/100   |
| G4                                 | [ 3 ]    |
| GameSpot                           | 6,9/10   |
| GameZone                           | 8/10     |

Legion Arena ha ricevuto un'accoglienza mista dalla critica. Su Metacritic, il gioco detiene un punteggio di 65/100 in base alle 20 recensioni aggregate, indicando un'accoglienza "mista o media". Su GameRankings, il gioco detiene un punteggio di 68.23% basato su 22 recensioni.